# Hapsifera ignobilis
Hapsifera ignobilis is een vlinder uit de familie echte motten (Tineidae). De wetenschappelijke naam van deze soort is voor het eerst geldig gepubliceerd in 1919 door Meyrick.
De soort komt voor in tropisch Afrika.